# 大聖寺 (山形県高畠町)
大聖寺（だいしょうじ）は、山形県東置賜郡高畠町亀岡にある真言宗智山派の寺院。亀岡文殊（かめおかもんじゅ）の通称で知られる。
山号は松高山。本尊は大日如来。この寺の文殊菩薩は「亀岡文殊（亀岡の文殊）」と呼ばれ、寺院の通称ともなっている。安倍文殊院（奈良県桜井市）・切戸文殊（京都府宮津市）とともに日本三文殊のひとつに数えられる。

## 歴史
807年（大同2年）勅命により徳一が文殊菩薩を安置したのに始まると伝えられ、古くは文殊寺と号していた。
戦国時代にこの地方を領した伊達政宗の崇敬を受け、天正19年（1591年）彼がこの地を去るとき、岩出山へ共に移る資福寺の古鐘を納めた。関ヶ原の戦いの直後の慶長7年（1602年）、直江兼続は奉納詩歌会を主催して上杉家主従27名が集まり、100首を奉納した。(亀岡百首）直筆短冊のほとんどが当寺に残る。
江戸時代には徳川綱吉の信仰篤く、中納言格と文殊堂領として朱印状が与えられた。文殊堂は1914年（大正3年）の再建で、伊東忠太の設計である。学問に霊験ありとして参拝客を集め、初詣・受験シーズンにも賑わう。

## 文化財

### 山形県指定文化財
- 木造聖観音立像